# Яніс Пуріньш
Яніс Пуріньш (латис. Jānis Puriņš; народився 13 червня 1987, Рига, Латвія) — латвійський хокеїст, нападник. Виступав у лієпайському «Металургсі». 